# Palas (deporte)

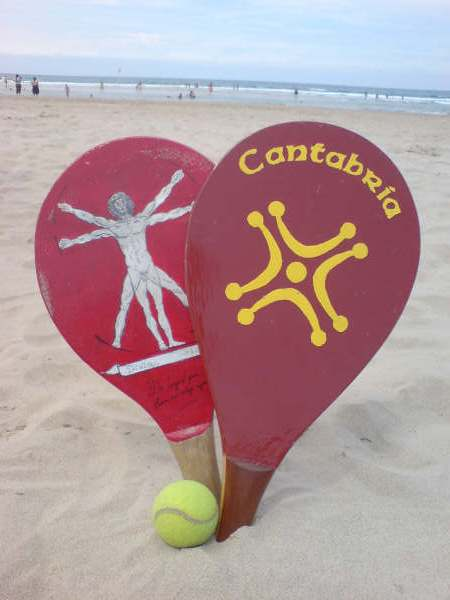
Palas cántabras en la playa de Berria (Santoña, Cantabria).

Las palas, también llamadas palas de playa o palas cántabras, es un juego o deporte de mínimo dos personas, y que, por norma general, suelen jugar tres: dos que «matan» y otro que recibe. Consiste en golpear una pelota de tenis con una pala de madera. El objetivo del juego es sencillo, se trata de conseguir pasarse la pelota entre los jugadores el mayor número de veces y con cierta habilidad sin que la pelota caiga al suelo. Su configuración actual surgió en las playas de Cantabria (España) en la primera mitad del siglo XX.

## Modalidad de juego
Se practica como mínimo entre dos jugadores que utilizan una pala de madera maciza, de un tamaño y forma similar a una pala de pádel. Los jugadores se sitúan frente a frente, a una distancia desde tres hasta ocho metros. Uno de los jugadores pone la pelota en juego y se la pasa al otro golpeándola con la pala de madera, y este la golpea de vuelta, y así sucesivamente. Los jugadores llevan la cuenta de los golpes que son capaces de dar sin que la pelota caiga al suelo, y sin que un jugador golpee la pelota dos veces seguidas. Siendo estas las normas básicas, los jugadores pueden acordar otras normas adicionales. En ocasiones se juega midiendo el tiempo que se mantiene la pelota en juego, en vez de contar los golpes. Dependiendo de la habilidad de los jugadores se puede aumentar la distancia para poder golpear la pelota con más fuerza, o disminuir la distancia para que el juego sea más rápido y dinámico, exigiendo asimismo mayores reflejos.
Cabe destacar que este deporte tiene carácter colaborativo, no competitivo, y que es un deporte de equipo (de un equipo concretamente) en el que el jugador debe intentar devolver la pelota a su compañero lo mejor posible para que este no tenga dificultad en devolverla. Este deporte o juego, por su sencillez, se puede practicar en cualquier momento y lugar. Aunque tiene máxima popularidad en las playas, y sobre todo en la época estival, es practicado con bastante frecuencia en parques, jardines, piscinas, etc.

## Palas
La pala está construida de madera maciza o de la madera de las puertas y principalmente responden a dos tipos: con forma de sartén y con forma de pera. Esta última, con la misma longitud y anchura ofrece un poco menos de peso y menos superficie. Mientras que la "de sartén" solo se fabrica en un tamaño, la "de pera" se encuentra en varios tamaños, solo utilizándose en alto nivel los dos mayores. Las palas de menor tamaño son para niños. Es fundamental usar pala de los tamaños superiores para imprimir a la bola la fuerza y velocidad necesaria para mantener la partida.         
Una pala normal tiene las siguientes dimensiones: 
- Longitud: 515 milímetros.
- Ancho: 235 milímetros.
- Grosor: 15 milímetros.
- Peso: entre 500 y 690 gramos, dependiendo del modelo.

Los jugadores juegan tanto con las palas tal como salen del comercio o las personalizan de varias maneras. Algunos las decoran con dibujos, pintura, pegatinas, pirograbados, etc. Otros las modifican para adaptarlas mejor a sus preferencias, principalmente trabajando la empuñadura. El caso más refinado sin duda es la pala hecha por encargo y a medida, que puede dar lugar a ejemplares maravillosos, o en algunos contados casos dejar ver una mano chapucera. El desgaste de la pala hace necesario rebarnizarla, lo que produce cambios en los tonos y colores.

## La pelota
Se juega con pelotas específicas de tenis para conseguir los mejores resultados y prestaciones, y sobre todo que suene bien al golpear dando la musicalidad que caracteriza al juego de las palas.